# Contea di Lavaca
La contea di Lavaca (in inglese Lavaca County) è una contea dello Stato del Texas, negli Stati Uniti. La popolazione al censimento del 2010 era di 19 263 abitanti. Il capoluogo di contea è Hallettsville. La contea è stata creata nel 1846. Il suo nome deriva dal fiume Lavaca (la vaca significa "la mucca" in spagnolo).

## Geografia fisica
| Anno | Popolazione | ±%     |
| ---- | ----------- | ------ |
| 1850 | 1,571       |        |
| 1860 | 5,945       | 278.4% |
| 1870 | 9,168       | 54.2%  |
| 1880 | 13,641      | 48.8%  |
| 1890 | 21,887      | 60.5%  |
| 1900 | 28,121      | 28.5%  |
| 1910 | 26,418      | −6.1%  |
| 1920 | 28,964      | 9.6%   |
| 1930 | 27,550      | −4.9%  |
| 1940 | 25,485      | −7.5%  |
| 1950 | 22,159      | −13.1% |
| 1960 | 20,174      | −9.0%  |
| 1970 | 17,903      | −11.3% |
| 1980 | 19,004      | 6.1%   |
| 1990 | 18,690      | −1.7%  |
| 2000 | 19,210      | 2.8%   |
| 2010 | 19,263      | 0.3%   |

Secondo l'Ufficio del censimento degli Stati Uniti d'America la contea ha un'area totale di 970 miglia quadrate (2500 km²), di cui 969 miglia quadrate (2498 km²) sono terra, mentre 0,7 miglia quadrate (1,8 km², corrispondenti al del territorio) sono costituiti dall'acqua.

### Strade principali
- U.S. Highway 77
- State Highway 95
- State Highway 111
- U.S. Highway 77 Alternate
- U.S. Highway 90 Alternate

### Contee adiacenti
- Fayette County (nord)
- Colorado County (nord-est)
- Jackson County (sud-est)
- Victoria County (sud)
- DeWitt County (sud-ovest)
- Gonzales County (nord-ovest)

## Educazione
Nella contea sono presenti i seguenti distretti scolastici:
- Hallettsville Independent School District
- Moulton Independent School District
- Shiner Independent School District
- weet Home Independent School District
- Vysehrad Independent School District
- Yoakum Independent School District